# إدي أوكونور
إدي أوكونور (بالإنجليزية: Eddie O'Connor)‏ هو لاعب قذف أيرلندي، ولد في 1964.